# Ramón Gil de la Cuadra
Ramón Gil de la Cuadra (Balmaseda, 8 de juliol de 1775 - Madrid, 1860) fou un polític i científic espanyol, ministre durant la minoria d'edat d'Isabel II d'Espanya.

## Biografia
Era fill de Joaquín Gil de la Quadra i de Vicenta Rubio de Berriz. Va formar part de la Junta d'Instrucció Pública que la Secretaria de Despatx de la Governació va constituir al març de 1813. Al costat de Martín González de Navas, José Vargas Ponce, Eugenio de Tapia, Diego Clemencín Viñas i Manuel José Quintana va signar l'informe sobre la reforma general de l'educació nacional que va redactar la Comissió. L'informe va ser elaborat a Cadis i signat el 9 de setembre de 1813 pels membres de la Junta i en la seva majoria diputats a Corts.

## Ideari
Home d'esperit il·lustrat, va viatjar per les colònies espanyoles, especialment a Amèrica del Sud. Fruit dels seus viatges és l'obra Tablas comparativas de todas las sustancias metálicas para conocerlas y distinguirlas por medio de sus caracteres exteriores. Va romandre un temps en Filipines i als Estats Units, on va participar en les converses amb el govern d'aquest país en la delimitació de les fronteres a Amèrica del Nord de l'Imperi Espanyol entre els Estats Units i el que després seria Mèxic.
Durant la Restauració absolutista en la persona de Ferran VII, va ser un fervent liberal, fou diputat a Corts en 1822 i ministre d'Ultramar durant el Trienni. Amb la caiguda dels liberals, va romandre en l'exili a l'Regne Unit, moment que va aprofitar per viatjar a les colònies angleses d'ultramar. Amb la mort de Ferran VII va tornar a Espanya, participant com Pròcer del Regne de 1834 a 1835, als governs de la regència durant la minoria d'edat d'Isabel II com a ministre de Governació i Foment en 1836 i de Marina i Comerç en 1837. Va ser designat senador per la província de Tarragona en 1841 i 1843 i va ocupar un lloc com a membre del Consell d'Estat.